# SBクリエイティブ
SBクリエイティブ株式会社（英: SB Creative Corp.）は、東京都港区に本社を置き、デジタルコンテンツ事業、出版事業、企画制作事業などを主な事業とする日本の企業。ソフトバンクの子会社であるSBメディアホールディングスの完全子会社。
IT関連書籍やビジネス書、実用書、ライトノベルなどの出版、ハーレクインコミックの電子書籍配信、デジタルサイネージ、ビジネス関連サイトを手掛ける。

## 概要
創設当時の日本ソフトバンク（現、ソフトバンクグループ）の出版部がその前身となっており、「Oh!PC」などに代表される、当時は珍しかったパソコン機種別の雑誌を発行。以後も「Beep」「C MAGAZINE」などの雑誌を発行してきている。
2005年に、ソフトバンクパブリッシングやソフトバンク・メディア・アンド・マーケティングなどが合併し、ソフトバンク クリエイティブ株式会社となった。2013年に現在の社名に商号変更している。（詳しくは、沿革を参照）
2006年には、GA文庫（ライトノベル）とSB新書（一般新書）、サイエンス・アイ新書（科学新書）、2007年にはソフトバンク文庫（一般文庫）を発刊するなど、当初のコンピュータ系出版社から総合出版社への転身を図った。以降はビジネス書・啓発書の刊行も多い。
2022年1月に自社の漫画レーベル「GAコミック」が各種コミックアプリ等で配信を開始し、2017年2月15日発売「WHITE ALBUM2 （４）」以来約5年ぶりに漫画出版事業に参入した。

## 沿革
- 1981年 - 孫正義によってパソコンソフト卸会社、日本ソフトバンクとして設立。
- 1982年 - 出版部を設立、「Oh!PC」「Oh!MZ」を創刊。
- 1990年 - ソフトバンク株式会社に商号変更。
- 1999年
  - 3月 - ソフトバンク株式会社の出版事業部の分社化によりソフトバンク パブリッシング株式会社を設立。
  - 12月 - 100%子会社としてソフトバンク・ジーディーネット株式会社（現・アイティメディア株式会社）を設立。
- 2000年
  - 3月 - 米LaunchMedia社、ヤフー株式会社、株式会社東京放送との共同出資で音楽情報サイトを運営するロンチ・ジャパン株式会社を設立[5]。
  - 3月 - ソフトバンク・メディア・アンド・マーケティング株式会社に商号変更し、出版事業をソフトバンク パブリッシング株式会社（二代目法人）に分社して、純粋持株会社へ移行。
  - 5月 - 本社を赤坂に移転。
  - 7月 - 米ウェブエムディ社との共同出資で医療情報サービスを提供するウェブエムディ株式会社を設立[6]。
  - 7月 - 米Rivals.com社との共同出資でスポーツ情報サイトを運営するライバルズ株式会社を設立[7]。
  - 10月 - ソフトバンク パブリッシング株式会社と株式会社オービスの共同出資で会員制競馬情報サービス提供する合弁会社株式会社ジャジャ・エンタテイメントを設立[8]。
- 2004年3月 - ソフトバンク・メディア・アンド・マーケティング株式会社を存続会社として子会社株式会社コンパス、ライバルズ株式会社、株式会社バークスを吸収合併。
- 2005年
  - 8月 - 株式移転により完全親会社、ソフトバンク メディアマーケティング ホールディングス株式会社（現・SBメディアホールディングス株式会社）を設立。
  - 10月 - ソフトバンク・メディア・アンド・マーケティング株式会社がソフトバンク パブリッシング株式会社及びSBMMクリエイティブ株式会社と合併し、ソフトバンク クリエイティブ株式会社に商号変更[9]。
- 2006年
  - 1月 - GA文庫を創刊。
  - 3月 - ソフトバンク新書を創刊。
  - 10月 - サイエンス・アイ新書を創刊。
- 2007年
  - 4月 - 株式会社ハーレクイン（現・株式会社ハーパーコリンズ・ジャパン）と共同でハーレクインの電子コミックを配信。
  - 11月 - ソフトバンク文庫を創刊。
- 2009年8月 - 韓国でハーレクインコミックスの電子配信を開始。
- 2010年
  - 5月 - 「2010 FIFAワールドカップ」の日本国内における携帯電話向け動画の独占配信権を取得。
  - 8月 - 日本と韓国のデジタルサイネージ事業に関する韓国2社との基本合意。
- 2011年
  - 6月 - 本社を六本木に移転。
  - 6月 - オリックス株式会社とデジタルサイネージ事業の戦略的パートナーとして業務提携。
- 2012年03月 - 「ゲーマガ」を休刊し雑誌出版から撤退。
- 2013年10月 - SBクリエイティブ株式会社に商号変更。
- 2014年1月 - インテル株式会社の協力を受け、小売店向けデジタルサイネージ「インテリジェント・シェルフ」を開発。
- 2016年4月 - 子会社としてツギクル株式会社を設立。
- 2017年2月 - 鹿児島県錦江町とサテライトオフィス利用促進のための環境整備に関する共同研究を開始。
- 2018年2月 - 女性向けの総合電子書籍サイト「ロマンスブックカフェ」を株式会社アクセルエンターメディアに譲渡[10]。
- 2019年8月 - 金融の未来を見通すメディア「FinTech Journal」を創刊[11]
- 2020年
  - 10月 - Brain Power Studio Rights Inc. が提供する映像コンテンツ「ハーレクイン・シリーズ」を日本配信開始
  - 11月 - 新型コロナウイルスの感染リスクの低減を目的とした「密回避サイネージ」[12]、AIを活用して非接触でデジタルサイネージのコンテンツを切り替えることができる「タッチレス コミュニケーション サイネージ」を提供開始[13]
  - 12月 - 韓国Mr.Blue社が制作した電子コミックの日本国内取り次ぎ配信を開始
- 2021年
  - 4月 - デジタルサイネージメディア向けオリジナルコンテンツの配信を開始
  - 7月 - クラウド型の遠隔サイネージマネージメントシステム「BeyondCAST（ビヨンドキャスト）」の販売を開始[14]
  - 10月 - 中国の電子コミックを日本国内に取次配信開始
- 2022年
  - 1月 - GAコミックを創刊。
  - 3月 - サイネージマネージメントシステム「BeyondCAST」を活用し、景品と連動した「ファンタジーメディア」の提供を開始
- 2023年
  - 3月 - SBペイメントサービス株式会社、株式会社イトーキとの共同で、グローバル・ソリューションズ株式会社が運営するキッズテーマパーク「ハピピランド横浜アソビル店（神奈川県横浜市西区高島）」にて、世界初の空中タッチパネル付き遊具の常設展開および空中タッチパネルでのプロモーションをリテールメディアの一形態として開始[15]。
  - 6月 - 未来の製造業を新定義するメディア「Seizo Trend（セイゾウトレンド）」を創刊。
- 2024年
  - 1月 - 本社を虎ノ門に移転。
  - 11月 - SBクリエイティブ公式の電子書籍販売サイト「SBCr電子書籍ストア」をサービス開始[16]。

## 主な発行物

### 発行・発売書籍

#### 小説
- GA文庫
- GAノベル（GA文庫のサブレーベル）
- SB文庫
- ツギクルブックス（ツギクル発行）

#### 新書
- SB新書
- サイエンス・アイ新書
- SBビジュアル新書

#### コミック
- GAコミック

### 過去に刊行されていたレーベル
- SB Comics
- TOKYOPOPコミックス（TOKYOPOP企画・編集）
- コミデジコミックス（ブロッコリー編集、モビーダ・エンターテインメント→フレックスコミックス発行、2008年12月を以って新規刊行終了）
- Flex Comix（フレックスコミックス発行、2011年11月を以って新規刊行を終了しほるぷ出版へ移行）
- アルカナコミックス

### 過去に発行されていた雑誌
- Oh!PC（1982年6月号で創刊、2000年8月号で休刊）
- Oh!98（Oh!PCの別冊として刊行。1986年 - 1988年）
- Oh!88（Oh!PCの別冊として刊行。1987年 - 1988年）
- Oh!MZ→Oh!X（1982年6月号で創刊、1987年12月号から改題、1995年12月号で休刊、1998年～2001年まで復刊）
- Oh!FM→Oh!FM TOWNS（1983年冬号で創刊、1991年10月号から改題、1996年2月号で休刊）
- Oh!HC（1982年冬号で創刊、1986年夏号で終刊）
- Oh!55（1983年創刊、1984年休刊）
- Oh!PASOPIA（1983年創刊、1987年休刊）
- Oh!16（1984年創刊、1987年休刊）
- Oh!Hitbit（1984年創刊、1987年休刊）
- THE COMPUTER（1987年創刊。1992年9月号で休刊)）
- Oh!Dyna（1990年創刊、1994年2月号で休刊）
- THE SOFTBANK（1982年春号で創刊、1984年冬号で休刊）
- パソコン・マガジン
- 月刊PC
- PC music（1996年創刊、1997年休刊）
- MacUser日本版
- Beginners'Mac
- ゲーマガ（旧:Beep→BEEP! メガドライブ→SEGA SATURN MAGAZINE→Dreamcast Magazine→ドリマガ、1984年創刊、2012年5月号で休刊）
- Theスーパーファミコン→スーパー64
- ザ・プレイステーション→ザ・プレイステーション2
- GAME BLAST
- アーケードゲームMagazine
- RASPBERRY
- ビジネススタンダード
- PC WEEK日本版（1990年創刊、1999年休刊。販売は定期購読契約による直送制[17]）
- 暮らしとパソコン （2005年12月17日発売号で休刊）
- DO YOU?（2005年10月27日発売号で休刊）
- PC USER（旧:Hello!PC、2005年12月24日発売号で休刊）
- PC Life
- iモードSTYLE
- モバイルi（旧:モバイルPC）
- パソコン購入ガイド（2006年3月発売号で休刊）
- C MAGAZINE（1989年10月号で創刊、2006年4月号で休刊）
- 月刊少年ブラッド（モビーダ・エンターテインメント発行、2006年10月に休刊しウェブコミック誌「Web★ブラッド」と統合）
- コミデジ+（ブロッコリー編集、モビーダ・エンターテインメント→フレックスコミックス発行、旧:季刊デ・ジ・キャラット（角川書店）→コミックデ・ジ・キャラット（ジャイブ）→コミデジ（ジャイブ）））
- オープンソースマガジン（旧：UNIX USER、2007年1月号で休刊）
- ネットランナー（2007年11月号で休刊、株式会社にゅーあきばより「ネトラン」に改題・新装刊）
- Yahoo! Internet Guide（2008年5月号で休刊）
- PC JAPAN（旧:PC Computing日本版）
- DOS/V Magazine（1992年1月号で創刊。月刊（1992年1月号 - 199?年）→隔週刊（199?年 - 2004年11月15日・12月1日合併号）→月刊（2005年1月号 - 2008年2月号）と変遷した。2008年2月号で月刊誌としての発行は終了。今後は不定期刊誌として存続すると発表されている）
- OS/2 MAGAZINE（DOS/V magazineの別冊として刊行。1994年 - 1999年）
- ねっため（旧:ヤフー!BBマガジン）
- ケータイBEST（不定期刊行のムック扱い）
- デジタルフォト
- N＋I NETWORK Guide（旧:INTEROP MAGAZINE）
- Hi-Player
- Neo genesis
- 韓国ドラマ通信
- 月刊ホークス（福岡ソフトバンクホークスオフィシャル球団誌、ジャパンプリントシステムズより制作発行が移管。2010年5月よりジャパンプリントが編集・発行を行う）
- GA文庫マガジン（GA文庫情報誌、電子書籍として刊行。2012年～2015年）

## 運営Webサイト
- ビジネス+IT
- FinTech Journal
- Seizo Trend
- SBクリエイティブOnline
- AQUTNET
- SBCr電子書籍ストア

### かつて運営していたWebサイト
- BARKS
- COM-PATH[18]
- jaja-uma.com
- スポニチプラス（スポーツニッポンとの共同運営）[19]
- おはなし絵本クラブ[20]
- Flipbook
- SBPストア→SBCrショップ[21]
- SOFTBANK V
- GA Graphic
- にゅーあきば.com
- プチたび[22]
- creative people:photo(クリエイティブピープル フォト)[23]※写真共有サイト
- あ～ゆ～あ～くりえぃたぁ？（サイエンス・アイ編集長運営）
- ロマンスブックカフェ
- 韓ドラうたフル完全版（株式会社エムアップとの共同運営）
- Balloons & Chapters ※海外向け電子書籍サイト
- ロマンス ライブラリ※SBCr電子書籍ストアにリニューアル

## 関連会社
- SBメディアホールディングス
- アイティメディア
- SBヒューマンキャピタル
- リアライズ・モバイル・コミュニケーションズ